# María Rosa Gallo

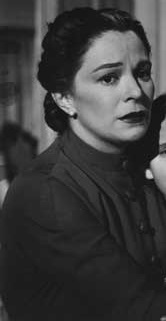
María Rosa Gallo (1956)

María Rosa Gallo (* 20. Dezember 1925 in Buenos Aires, Argentinien; † 7. Dezember 2004 ebenda) war eine argentinische Film-, Theater- und Kinoschauspielerin.

## Karriere
Zu Beginn ihrer Karriere war sie im Theater und Kino vertreten. Ihre Karriere startete erst relativ spät im TV.

## Privat
Ihr Vater stammt aus Kalabrien, die Mutter aus Spanien. Sie war eine Frau mit einem starken demokratischen Engagement und führte häufig Demonstrationen zur Verteidigung der Menschenrechte durch, die während der letzten Militärdiktatur in Argentinien missachtet wurden.
In den 1950er zog sie nach Italien, später kehrte sie wieder nach Argentinien zurück. Zuerst heiratete sie Camilo da Passano, der aus Italien stammte. Aus dieser Ehe stammen zwei Kinder, Alejandra und Claudio. Sie unterzog sich diversen Herzoperationen und arbeitete gegen den Rat der Ärzte weiter. Sie verstarb im September 2004 an den Folgen einer Lungenentzündung. Vor der Lungenentzündung litt sie mehrere Jahre am Krebs.

## Auszeichnung (Auswahl)
- 1943: Premio de la Crítica als beste junge Schauspielerin in „El carnaval del diablo“.
- 1967: Martin Fierro für „Romeo y Julieta“.
- 1981: Premios Konex
- 1982: María Guerrero-Preis.
- 1982: Molière-Preis
- 1991: Premios Konex (Platin y Brillante)
- 1995: ACE de Oro-Preis für „Tres mujeres altas“

Quelle: 

## Filmografie

### Filme
- 1945: Éramos seis
- 1946: Albergue de mujeres
- 1949: Diez segundos
- 1950: La barca sin pescador
- 1950: La muerte está mintiendo
- 1956: Después del silencio
- 1961: La mano en la trampa
- 1962: Odd Number
- 1962: The Terrorist
- 1964: Canuto Cañete y los 40 ladrones
- 1965: El perseguidor
- 1968: Turismo de carretera
- 1972: Nino
- 1973: La mala vida
- 1974: La Mary
- 1975: Jewish Gauchos
- 1975: Beyond the Sun
- 1975: A Woman
- 1976: El grito de Celina
- 1982: La casa de las siete tumbas
- 1982: To Return
- 1986: Juegos diabólicos
- 1988: Con la misma bronca
- 1991: El acompañamiento
- 1996: The World Against Me
- 2001: La rosa azul

### TV-Serien
- 1951: Masllórens
- 1959: Historia de jóvenes (19 Folgen)
- 1960: Noches de teatro (1 Folge)
- 1970: Uno entre nosotros (19 Folgen)
- 1970: Hospital privado (19 Folgen)
- 1970: Gran teatro universal (2 Folgen)
- 1971: Nino, las cosas simples de la vida (18 Folgen)
- 1971: Los mejores (1 Folge)
- 1970–1971: Las grandes novelas (2 Folgen)
- 1971–1972: Ciclo de teatro argentino (4 Folgen)
- 1972: Carmiña (19 Folgen)
- 1973: Primera Figura (3 Folgen)
- 1973: Platea 7 (1 Folge)
- 1973: Mi dulce enamorada (28 Folgen)
- 1973: Los protagonistas (5 Folgen)
- 1974: Vermouth de teatro argentino (1 Folge)
- 1974: Casada por poder (19 Folgen)
- 1975: Teatro como en el teatro (1 Folge)
- 1975: Juan del Sur (19 Folgen)
- 1976: Profesión, ama de casa (19 Folgen)
- 1980: Los especiales de ATC (1 Folge)
- 1981: Veladas de gala (1 Folge)
- 1981: Las 24 horas
- 1981: Eugenia (19 Folgen)
- 1982: Los exclusivos del Nueve (1 Folge)
- 1982: Juan sin nombre (39 Folgen)
- 1985: Libertad condicionada (284 Folgen)
- 1987: Ficciones (1 Folge)
- 1989: The Strange Lady (120 Folgen)
- 1988–1989: Mi nombre es Coraje (219 Folgen)
- 1991: Manuela (228 Folgen)
- 1992: Soy Gina (19 Folgen)
- 1992: Micaela (180 Folgen)
- 1994: Sin condena (1 Folge)
- 1994: Black Pearl (200 Folgen)
- 1991–1994: Alta comedia (6 Folgen)
- 1970–1994: Alta comedia (21 Folgen)
- 1998: Casa natal (19 Folgen)
- 1999: Sweet Lucia (198 Folgen)
- 2001: Love Triangle (96 Folgen)
- 2002: Runaway Lady (2 Folgen)
- 2004: La niñera (81 Folgen)

### Weiteres
- 1955: Romeo y Julieta (TV-Movie)
- 1980: El solitario (Mini-Serie, 39 Folgen)
- 1981: El patio (TV-Movie)
- 1986: Muchacho de luna (TV-Movie)
- 1990: Dagli Appennini alle Ande (Mini-Serie, 1 Folge)